# Yucca queretaroensis
Yucca queretaroensis är en sparrisväxtart som beskrevs av Piña Luján. Yucca queretaroensis ingår i släktet palmliljor, och familjen sparrisväxter. Inga underarter finns listade i Catalogue of Life.

## Bildgalleri

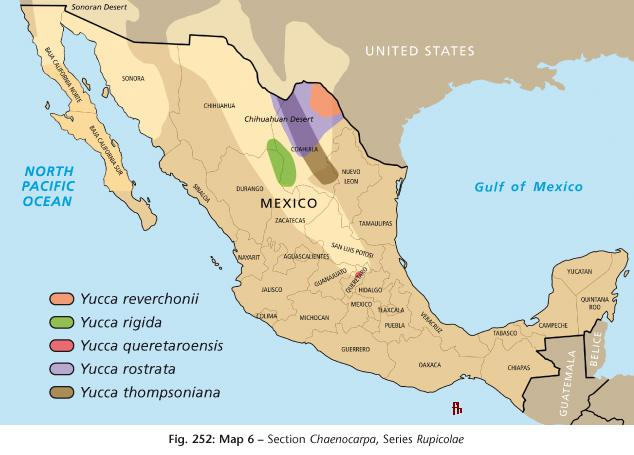
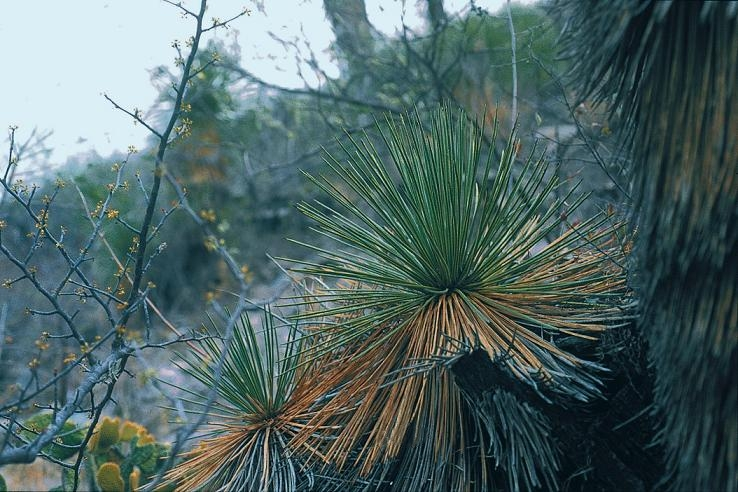
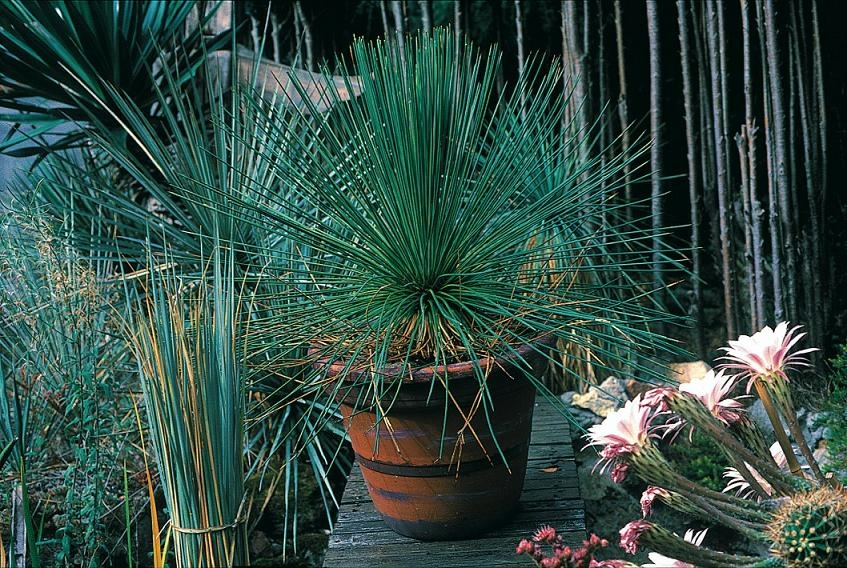
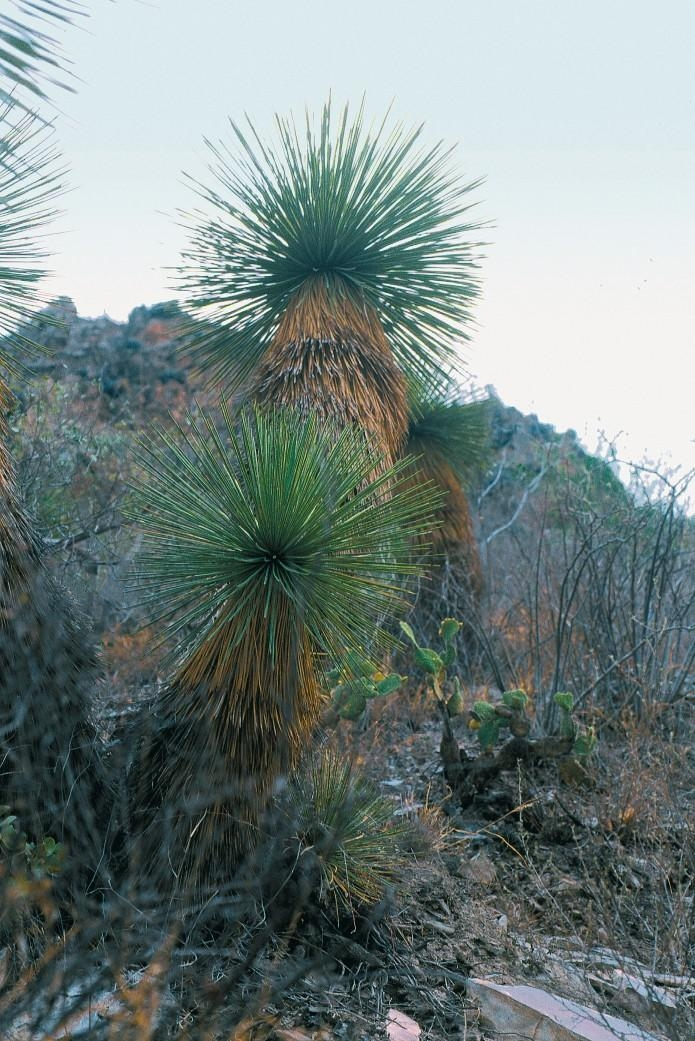